# Les Scales
Les Scales (* 1928 in Staines-upon-Thames; † 28. März 1981 in Stockland, Devon (England)) war ein britischer Radrennfahrer.

## Sportliche Laufbahn
Von 1949 bis 1956 fuhr Scales als Unabhängiger. 1951 gewann er mit London to Holyhead das längste britische Eintagesrennen. Im Meisterschaftsrennen des Verbandes British League of Racing Cyclists (B.L.R.C.) wurde er hinter Dave Bedwell Zweiter. 1952 wurde er Dritter der Meisterschaft. Dazu kam der zweite Platz in der Tour of Britain hinter Ken Russell. Insgesamt vier Etappen der Rundfahrt konnte er für sich entscheiden. 1953 wurde er wieder Zweiter. 1955 holte er erneut einen Etappensieg.
1952 bestritt er Internationale Friedensfahrt und wurde beim Sieg von Ian Steel 41. des Rennens.